# ترزاسکی، شهرستان ویزوکیه مازوئیکیه
ترزاسکی، شهرستان ویزوکیه مازوئیکیه (به لاتین: Trzaski, Wysokie Mazowieckie County) یک منطقهٔ مسکونی در لهستان است که در Gmina Ciechanowiec واقع شده‌است.

## خصوصیات
ترزاسکی ۱۵۰ نفر جمعیت دارد.